# Descort
Au cours des XIIe et XIIIe siècles, le terme occitan « descort » (querelle, discorde ou désaccord, mésentente) est utilisé en poésie lyrique pour faire référence à un poème dont la structure de versification va de cinq à dix strophes ou couplets dont la longueur, la métrique et la mélodie sont variables,.
Il fut apporté par les troubadours en Italie (discordio), dans la péninsule ibérique et en Allemagne. Si certains auteurs ne distinguent pas « lai » et descort, d'autres voient une différence substantielle entre les deux formes : « les rimes dans le lai changent souvent plus fréquemment que dans le descort ; de là cette conséquence que la division en strophes est plus nette que dans la plupart des lais. Enfin une particularité habituelle dans le lai, et exigée par les récents théoriciens, est que la dernière strophe reproduise la forme de la première ; dans le descort il n'en est jamais ainsi : au contraire on trouve souvent à la fin de la pièce une tornade qui répond, quant à la forme, au dernier couplet (p. VI) ».

## Structure du descort
Le descort est habituellement rédigé en vers et en strophe de longueurs différentes. Dans le lai, le propre de la versification est de faire correspondre tous les couplets entre eux. Le descort, lui, désaccorde la rime, la métrique, la mélodie entre les couplets. « Chaque couplet, a donc, dans un descort régulier, sa structure et sa mélodie propres (p. 329). Toutefois, les couplets, qui sont généralement très longs et formés de vers très courts, se répartissent en groupes et, en dépit du principe général de « désaccord », des correspondances, métriques et musicales, s'établissent de couplet à couplet, entre ces groupes. (p. 329).
Il peut arriver à l'occasion que des langues différentes se rencontrent au sein d'un même descort, on peut citer à titre d'exemple : Cerverí de Girona qui composa un poème de 8 vers en 6 langues (Cobla en sis lengatges), Raimbaut de Vaqueiras pour ses œuvres Eras quan vey verdeyar et Contrasto con la dama genovese.

## Premier descort
Les spécialistes ne s'entendent pas à savoir à quel moment a été écrit le premier descort. Selon plusieurs auteurs dont Raynouard, renommé pour sa connaissance de l'ancien provençal, le premier descort Quan foill'e flors reverdezis  dont il ne reste que deux versets aurait été composé par Garin d'Apchier (p. 225). Cela placerait donc le début du descort autour de l'an 1200. Toutefois, selon Alfred Jeanroy, spécialiste de la poésie des troubadours, on en retrouverait de plus anciens témoignages dans les œuvres de Pons de Capduoill et Peire Raimon de Tolosa. Selon Appel, les plus premières traces remonteraient chez les auteurs provençaux aux années 1180-90 ; précisément à la même période le descort apparaît chez les trouvères Gautier de Dargies et Colin Muset (p. XI).

## Utilisation du descort
Le contenu du descort est vraiment typique de la chanson courtoise. Assez souvent le descort n'était pas séparé en couplet ; mais quand il l'était, il pouvait être chanté (p. 225). « C'est un ouvrage fort varié… qui doit traiter d'amour et de louange. »
Selon Alfred Jeanroy, « ce qui faisait la valeur du descort, c'était évidemment la mélodie ; les paroles, dès l'origine avaient été l'accessoire, puisqu'elles étaient adaptées à une mélodie préexistante, c'est ainsi, on le sait, qu'était née la séquence latine, dont le descort n'est, comme on l'a récemment démontré, que le décalque: c'est le seul genre pour lequel une origine liturgique soit nettement assurée (p. 330). La mélodie des descorts semble avoir été gaie et enlevée « … contrastant avec le texte, formé de plaintes et adjurations pathétiques : cette nouvelle forme de « désaccord » était sans doute intentionnelle (p. 330) ».
À cause de sa structure inhabituelle pour un poème ou une chanson (longs couplets, versets et rimes irrégulières, en des langues différentes, etc.), le descort permettait à son créateur, via le déséquilibre d'écriture" d'exprimer un dilemme sur l'amour intérieur et celui de la dame qui donne naissance à ce sentiment, ou rendre un état d'âme triste, une malheureuse passion.
Il reste encore aujourd'hui plusieurs descorts qui auraient écrits par des auteurs médiocres ou peu connus à l'exception de deux descorts, dont un est l'œuvre du célèbre poète Raimbaut de Vaqueiras et l'autre de Borneil (Guiraut de Bornelh) (p. 330).

## Quelques auteurs de descort
- Anonyme (descort anonyme inédit) : Bella donna cara[10]
- Élias Cairel : Quan la fridors irais l'aura doussama (Quand la froidure rend)
- Elias de Barjols : Una valenta
- Guiraut de Calanso : Bel semblan ;  Ab la verdura
- Pons de Chapteuil :  Un gay descort.
- Gautier de Dargies : De cela me plaig qui me fait languir; J'ai maintes foiz chanté; La douce pensée[11]
- Cerverí de Girona : Cobla en sis lengatges
- Albertet de Sestaro : Bel m'es oimais
- Peire Raimon de Tolosa : Ab son gai plan e car[12]
- Raimbaut de Vaqueiras : Eras quan vei verdejar; Engles, un novel Descort

## Descort de Raimbaut de Vaqueiras en quatre langues:Eras quan vey verdeyar
Raimbaut de Vaqueiras a écrit un descort en quatre langues : ancien occitan, italien, gascon, français et galicien-portugais, en changeant de langue à chaque strophe. La discordance vient de l'utilisation de cinq langues et non pas des couplets qui ont des structures identiques (p. 329).
Le texte de ce poème est ainsi constitué : la première et la quatrième strophes sont en occitan ; la deuxième en italien ; la troisième en ancien français ; ; la cinquième en galaïco-portugais et la sixième alterne les cinq langues tous les deux vers.
Le texte de Eras quan vey verdeyar  cité ci-dessous ainsi que sa traduction proviennent de Choix de poésie originales des troubadours, de M. Raynouard. (p. 226 à 229):
| « Eras quan vey verdeyar Pratz e vergiers e boscatges, Vuelh un descort comensar D'amor, per qu ieu vauc a ratges ; Q' una domna m sol amar, Mas camjatzl'es sos coratges, Per qu'ieu fauc dezacôrdar Los motz e'l sos e'is lenguatges. Ieu sùi selh que be non ayo, Ni jamais non l'avero Per abrilo ni per mayo, Si per mia dona non l'o ; Certo que en son lenguaio, Sa gran beutat dir no so : Plus fresqu' es que flors de glayo, E ja no m'en partiro. Belba, doussa, dama chera, A vos me don e m'autroy; Ja n'aurai ma joy enteira, Si je n'ai vos e vos moy; Molt estes mala guerreya, Si je muer per bona foy ; E ja per nulha maneira No m partrai de vostra loi. Dauna, io me rent a bos, Quai eras m'es bon'e bera; Ancse es guâllard' e pros, Ab que no m fossetz tan fera; Moût abetz beras faissos Ab coror fresqu'é novera; Bos m'abetz, e s'ieu bs aguos, No m sofranhera fiera. Mas tan temo vostro pleito, Todo 'n soy escarmentado ; Por vos ai pena e maltreyto E mei corpo lazefado ;. La nueyt, quan soy en mey leito, Soi mocbas ves resperado Por vos, cre, e non profeito ; Falbit soy en mey "cuidado, Mais que faillir non cuydeyo. Belhs Cavaliers, tant es cars Lo vostr' onratz senboratges, Que quada jorno m'esglayp. Oy! me, lasso! que faro, Si seli que g' ey plus cliera Me tua, no sai por qoy? Ma dauma, fe que dey bos, Ni peu cap sanhta Quitera Mon corasso m'avetz trayto, E mout gen faulan furtado. | Maintenant quand je vois reverdir Prés et vergers et bocages, Je veux un descort commencer D'amour, par quoi je vais à l'aventure ; Vu qu'une dame a coutume de m'aimer, Mais changé lui est son cœur, C'est pourquoi je fais discorder Les mots et le son et les langages. Je suis celui qui bien n'ai, Ni jamais ne l'aurai Par avril ni par mai, Si par ma dame je ne l'ai ; Certain qu'en son langage, Sa grande beauté dire je ne sais : Plus fraîche elle est que fleur de glayeul, Et jamais je ne m'en séparerai. Belle, douce, dame chère, A vous je me donne et m'octroie; Jamais je n'aurai ma joie entière, Si je n'ai vous et vous moi; Moult vous êtes méchante ennemie, Si je meurs par bonne foi ; Et jamais par nulle manière je ne me séparerai de votre loi. Dame, je me rends à vous, Car maintenant vous m'êtes bonne et vraie; Toujours vous êtes gaillarde et brave, Pourvu que vous ne me fussiez si cruelle ; Moult vous avez vraies façons Avec couleur fraîche et nouvelle; Vous m'avez, et si je vous avais, Ne me manquerait foire. Mais tant je crains votre querelle, Tout j'en suis châtié; Par vous j'ai peine et tourment Et mon corps lacéré ; La nuit, quand je suis en mon lit, Je suis maintes fois réveillé Par vous, je crois, et ne profite ; Trompé je suis en mon penser, Plus que tromper je ne pensai. Beau Cavalier, tant est cher La votre honorée seigneurie, Que chaque jour je m'effraie. Oh ! moi, hélas ! que ferai-je, Si celle que j'ai plus chère Me tue, je ne sais pourquoi ? Ma dame, foi que je dois à vous, Et par le chef de sainte Quitère, Mon cœur vous m'avez arraché, Et en moult bien parlant dérobé.» |